# Armando Loaiza
Armando Loaiza Mariaca (La Paz, Bolivia; 8 de diciembre de 1942-La Paz, Bolivia; 18 de enero de 2016) fue un destacado diplomático, embajador boliviano de carrera.
Fue también el ministro de relaciones exteriores de Bolivia en 2005-2006, durante el gobierno de transición del presidente Eduardo Rodríguez Veltzé.
Casado en únicas nupcias con Teresita María Keel de Loaiza, con quien tuvo un hijo, Carlos Loaiza Keel.

## Biografía
Armando Loaiza nació el 8 de diciembre de 1943 en la ciudad de La Paz, Bolivia. Se graduó en la Universidad de la República Oriental del Uruguay, en Montevideo, y completó más tarde sus estudios de posgrado en áreas de especialidad en Santiago de Chile, Chile y en Ginebra, Suiza, fruto de los cuales publicó su libro "Los países de menor desarrollo económico relativo de la ALADI frente al GATT" en 1987.
Loaiza se especializó en relaciones internacionales y Derecho internacional Público, y durante su extensa carrera diplomática, cumplió funciones en las misiones de Bolivia en Caracas, Venezuela; Ginebra, Suiza, en dos ocasiones, representando a su país ante el gobierno suizo y organismos internacionales; Bruselas, Bélgica, ante el gobierno y organismos como la UE; Santiago de Chile, Chile, ante el Vaticano, Roma, en dos oportunidades, recibiendo la Magna Cruz de la Orden de Pío IX por parte del Papa Juan Pablo II, y en Montevideo, representando a Bolivia ante el Gobierno de Uruguay y la ALADI. También fue director de la Academia Diplomática Boliviana "Rafael Bustillo" en dos oportunidades.
En 2005, fue designado por el presidente Eduardo Rodríguez Veltzé como su ministro de Relaciones Exteriores y Culto (Canciller).
Después de su retiro de la Cancillería, Loaiza tuvo participación permanente como comentarista internacional en diferentes medios de comunicación televisivos y radiales bolivianos e internacionales y fue convocado desde el año 2013 junto a otros ex cancilleres por el presidente Evo Morales Ayma y demás expresidentes, con el objetivo de asesorar y compartir opiniones con el gobierno sobre el tema marítimo de Bolivia, sobre el cual era de uno de los expertos más destacados.
El 12 de junio de 2015, el presidente Evo Morales Ayma lo nombró embajador de Bolivia ante la Santa Sede. A principios de agosto de ese mismo año, en un canal de televisión chileno llamado "24 Horas de TVN", Loaiza en sus declaraciones expresó que el presidente Evo Morales tenía un "Traumatismo anticatólico". Sus declaraciones causaron polémica en Bolivia a nivel nacional y Loaiza renunció a su cargo de embajador el 12 de agosto de 2015.
Debido a causas naturales Loaiza falleció en la ciudad de La Paz el 18 de enero de 2016 a sus 72 años de edad. Sus restos fueron velados con honores en la cancillería boliviana durante varios días, recibiendo condolencias y mensajes de parte de políticos, técnicos y periodistas de distintos países.